# Civic Center (Metro de Los Ángeles)
Civic Center es una estación subterránea en la línea D y la línea B del Metro de Los Ángeles y es administrada por la Autoridad de Transporte Metropolitano del Condado de Los Ángeles. La estación se encuentra localizada en el barrio Bunker Hill y Civic Center de Los Ángeles, California en South Hill Street.  Es también servida por la línea Plata (BRT) a nivel de calle.

## Name
El nombre completo de la estación (formal) es Civic Center/Tom Bradley. Este nombre es en honor a Tom Bradley, el alcalde de Los Ángeles quien tuvo un papel fundamental en la transformación del metro en la realidad.

## Atracciones
- Ahmanson Theatre/Mark Taper Forum
- Catedral de Nuestra Señora de Los Ángeles
- Dorothy Chandler Pavilion
- Little Tokyo
- Ayuntamiento de Los Ángeles
- Museo de Arte Contemporáneo de Los Ángeles
- The New Otani hotel and gardens
- Walt Disney Concert Hall

## Bus connections
Servicios del Metro
- Metro Local: 2, 4, 10, 14, 30, 33, 37, 40, 42, 45, 48, 68, 70, 71, 76, 78, 79, 81, 83, 84, 90, 91, 92, 94, 96, 302, 378
- Metro Express: 439, 487, 489
- Metro Rapid: 728, 730, 733, 740, 745, 770, 794

Otros servicios locales
- Antelope Valley Transit Authority: 785*
- City of Santa Clarita Transit: 799*
- Foothill Transit: 481*, 493*, 497*, 498*, 499*, 699*, Silver Streak
- LADOT Commuter Express: 409*, 413*, 419*, 422*, 423*, 430*, 431*, 437*, 438*, 448*, 534*
- LADOT DASH: A, B, D, DD (fines de semana solamente)
- Montebello Transit: 341, 342, 343
- Santa Monica Transit: 10
- Torrance Transit: 1, 2

Nota: * indica que el servicio de cercanías opera solo durante las horas pico entre semana.